# Shorea falciferoides
Shorea falciferoides là một loài thực vật thuộc họ Dipterocarpaceae. Loài này có ở Indonesia và Philippines. Chúng hiện đang bị đe dọa vì mất môi trường sống.